# Djougui Gabla
Djougui Gabla  est un village du Cameroun situé dans le département de Mayo Louti et la Région du Nord. Le village fait partie de l'arrondissement de Figuil. Le village est équipé d'un centre de santé intégré.  